# Sarbia
Sarbia (IPA: [sarːbja], Sàrbia in dialetto spezzino) è una frazione di 200 abitanti del Comune di La Spezia, in Liguria.

## Geografia fisica
Situata sul crinale dei Colli della Spezia, la frazione si può dividere nella località omonima, borgo più antico, crocevia in direzione di Montalbano e della Foce tramite Via Montalbano, del centro della città tramite Via dei Colli e del Monastero di Castellazzo tramite Via Castellazzo.
Procedendo per Via Castellazzo in direzione sud si incontra la parte più nuova, "Canuova". Dal borgo passa l'Alta Via del Golfo della Spezia e partono sentieri raggiungenti i sottostanti quartieri dell'Antoniana e di Valdellora
La strada di accesso, oggi non percorribile, fu costruita dal genio militare. Come altre strutture del sistema di fortificazioni posto a difesa della Spezia, nel 1968 il Ministero della Difesa fu autorizzato alla dismissione e vendita per destinare il ricavato all'ammodernamento dell'Arsenale spezzino, patrimonio storico di cui nel Novembre 2016 l'Agenzia del demanio ha firmato con il MiBAC un accordo di cessione e valorizzazione al Comune della Spezia, dopo un bando unico di vendita nel 2014.

## Storia
La nascita di Sarbia e delle vicine località sparse è probabilmente ascrivibile al decadimento politico del castrum di Vesigna nel XIII secolo.

## Monumenti e luoghi d'interesse

### Architetture religiose
- Oratorio di Sarbia, dipendente dalla parrocchia di Santo Stefano di Marinasco.[4]
- Monastero benedettino di Santa Maria del Mare, dove per alcuni visse la mistica e beata spezzina Itala Mela, con monache provenienti da Bergamo.[5]

### Architetture militari
- Forte di Castellazzo, utilizzato come batteria antiaerea durante la Seconda Guerra Mondiale.